# Valeri Bure
Valeri Vladimirovich "Val" Bure (Moscú; 13 de junio de 1974) es un antiguo jugador de hockey sobre hielo ruso-estadounidense. Jugó 10 temporadas en la Liga Nacional de Hockey (NHL) para los Canadiens de Montréal, los Calgary Flames, las Panteras de Florida, los Azules de San Luis, y las Estrellas de Dallas. Una segunda ronda de selección de los Canadiens, 33.º en general, en el Entry Draft de la NHL, Bure apareció en un Juego All-Star de la NHL, en 2000. Lideró a los Flames cuando anotaron 35 goles y 75 puntos en 1999–2000, una temporada en la que él y su hermano Pavel juntos establecieron un récord de la NHL por más goles por un par de hermanos, con 93.
Bure dejó su casa en la Unión Soviética en 1991 para jugar al hockey junior en la Western Hockey League (WHL) para los Spokane Chiefs. Un all-star dos veces de la WHL, fue el primer jugador ruso en la historia de la liga. Internacionalmente, representó a Rusia en numerosas ocasiones. Fue miembro del equipo ganador de la medalla de bronce en el Campeonato Mundial Junior de 1994 y fue medallista dos veces en los Juegos Olímpicos de invierno. Bure y los rusos ganaron la medalla de plata en 1998 y la de bronce en 2002.
Las lesiones de espalda y cadera hicieron que Bure se retirase del hockey en 2005. Él ahora dirige una bodega en California con su mujer, Candace Cameron Bure. Bure se emparejó con Ekaterina Gordeeva en 2010 para ganar la segunda temporada del reality show de patinaje artístico sobre hielo Battle of the Blades.

## Primeros años
Valeri Bure nació el 13 de junio de 1974, en Moscú, Unión Soviética. Es el hijo menor de Vladimir y Tatiana Bure. Vladimir, cuya familia es originaria de Furna, Suiza, fue un nadador olímpico que ganó cuatro medallas para la Unión Soviética en tres Juegos Olímpicos entre 1968 y 1976. La familia de Bure tuvo una historia de noblezaː sus ancestros hicieron preciosos relojes para los zares de Rusia desde 1815 hasta 1917 y como artesanos de la familia impareial, se les concedió el estatus de nobleza.
Bure tenía aproximadamente nueve años cuando sus padres se separaron. En 1991, junto a su padre y su hermano, Pavel se mudaron a Norteamérica cuando su hermano mayor se embarcó en una carrera en la Liga Nacional de Hockey (NHL) con los Vancouver Canucks. Su madre llegó dos meses después. Inicialmente, se instalaron en Los Ángeles donde Vladimir continuó entrenando tanto a Valeri como a Pavel en hokey y en acondicionamiento físico. Sin embargo, ambos se distanciaron de su padre, junto a la segunda mujer de este y a su medio-hermana Kala, para 1998. Ninguno de los hermanos ha explicado el motivo de su distanciamiento.

## Carrera de jugador

### Junior
Bure jugó tres partidos durante la temporada 1990–91 con el Club de hockey CSKA Moscú del Campeonato soviético de hockey sobre hielo antes de abandonar la Unión Soviética. A los 17 años, Bure era elegible para jugar al hockey junior a su llegada a Norteamérica, y se unió a los Spokane Chiefs de la Western Hockey League (WHL). Haciendo esto, se convirtió en el primer jugador ruso en la historia de la liga. Se unió al equipo un año antes de que la Liga de Hockey Canadiense, de la que es miembro la WHL, instituyó una cuota de importación.
Bure registró 49 puntos en 53 partidos en 1991–92 para los Chiefs, su primera temporada en la WHL. Los Canadienses de Montreal le seleccionaron con su segunda ronda de selección, 33.º en general, en la Entry Draft de la NHL de 1992. La NHL Central Scouting Bureau elogió Bure por ser un buen patinador. En su apreciación, el Bureau añadióː "muy inteligente alrededor de la red; buenos pases, jugador. Buen tiro, lanzamiento. Tendrá éxito para hacer la jugada. Buen competidor." Regresó a Spokane para la temporada de 1992–93 donde Bure lideró a su equipo y terminaron segundos en la puntuación de la WHL con 147 puntos. Sus 68 goles esa temporada quedaron como un récord de los Chiefs. Fue nombrado para el Primer Equipo All-Star de la División Oeste de la WHL. Bure asistió al campamento de entrenamiento de los Montreal antes de su temporada de 1993–94, pero regresó de nuevo al equipo junior. Registró 102 puntos en su última temporada en la WHL y fue nombrado para el Segundo Equipo All-Star. En tres temporadas con Spokane, Bure registró 298 puntos y permanece cuarto en la lista de puntuaciones de los Chiefs.

### Canadiens de Montréal
Al convertirse en profesional en 1994–95, Bure pasó la mayor parte de la temporada con el afiliado de la Liga Estadounidense de Hockey (AHL) de Montréal, los Fredericton Canadiens. Tuvo 23 goles y 48 puntos en 45 partidos del club. Bure consiguió una llamada a Montréal después durante la temporada e hizo su debut en la NHL el 28 de febrero de 1995, contra los Isleños de Nueva York. Su primer gol vino dos semanas más tarde, el 15 de marzo, contra el portero Wendell Young de los Pingüinos de Pittsburgh. En 24 partidos con Montréal, Bure registró 3 goles y añadió una asistencia. Jugando a la sombra de su hermano (Pavel se había convertido en una superestrella en Vancouver) Valeri se esforzó por estar a la altura de las expectativas puestas sobre él. Registró 22 goles y 42 puntos en su primera temporada completa en Montréal, 1995–96, pero registró sólo 14 goles la siguiente temporada. Sufrió lesiones esa temporada; dos conmociones y una lesión renal le limitaron a 64 partidos, 13 menos que en temporadas previas.
Con cinco pies y diez pulgadas de altura (178 cm), Bure era uno de los jugadores más bajos de la NHL. Sus compañeros de línea Saku Koivu (178 cm) y Oleg Petrov (175 cm) eran igualmente bajitos, y el trío era conocido en Montréal como la "línea pitufa". Después de jugar 50 partidos para los Canadiens en 1997–98, Bure fue vendido. Fue engiado a  losCalgary Flames en un acuerdo el 1 de febrero de 1998, a cambio de Jonas Höglund y Zarley Zalapski. El acuerdo fue bien recibido por Bure, quien apreció tanto la posibilidad de jugar más cerca de su familia en la costa oeste como la oportunidad aumentada al unirse al joven equipo de los Flames. Registró el primer hat-trick de su carrera en uno de sus partido en Calgary, contra los Petroleros de Edmonton. Bure apareció en 16 partidos con los Flames esa temporada y registró 38 puntos en 66 partidos entre Montréal y Calgary.

### Calgary Flames
La habilidad ofensiva de Bure emergió en Calgary cuando se convirtió en uno de los principales anotadores del equipo. Sus totales de 26 goles y 53 puntos en 1998–99 eran ambos los tercer mejores en el quipo; en un momento de la temporada, Bure registró el gol ganador en cuatro victorias consecutivas para Calgary. La salida de la estrella de los Flames, Theoren Fleury, añadió presión a Bure para ser el líder ofensivo en 1999–2000, y él respondió convirtiéndose en uno de los anotadores líderes de la NHL. Usó su velocidad y su habilidad para patinar con buenos resultados y fue el octavo anotador de la ligua para mediados de diciembre. Bure fue nombrado para el Equipo Mundial en los Juegos All-Star de 2000 donde jugó junto a su hermano. Pavel fue nombrado jugador más valioso del partido al marcar tres goles, dos de ellos asistido de Valeri, en una victoria 9-4 contra Norteamérica. Bure completó la temporada como el líder de los Flames en goles (35) y puntos (75, 14.º en general en la NHL) y fue el único jugador en el equipo en aparecer en todos los 82 partidos. Pavel Bure registró 58 goles para las Panteras de Florida, y los 93 goles combinados de los hermanos establecieron un récord de la NHL para un conjunto de hermanos.
Aunque su producción ofensiva descendió en 2000–01, los 27 goles de Bure fueron segundos en el equipo después de los 31 de Jarome Iginla y terminó tercero con 55 puntos. Se vio envuelto en una lucha de poder con sus entrenadores, primero Don Hay fue despedido a mitad de temporada, y luego Greg Gilbert, ya que los dos quierían que jugase los partidos con una mentalidad más defensiva. Bure se esforzó en adaptarse y, en cierto momento, fue sacado de la alineación de los Flames. Se rumoreó que Bure había solicitado un traspaso, y las Panteras de Florida (que habían adquirido a Pavel), los Buffalo Sabres y los New York Rangers estaban entre los equipos que mostraron interés. El 24 de junio de 2001, los Flames traspasron a Bure, junto a Jason Wiemer, a las Panteras a cambio de Rob Niedermayer y una segunda ronda de selección.

### Florida, San Luis y Dallas
Como su contrato había expirado, Bure era un agente libre. Inicialmente no pudiendo llegar a un acuerdo con las Panteras sobre el salario, Bure no firmó hasta finales de septiembre. El retraso supuso que estuviese brevemente fuera del campamento de entrenamiento de Florida antes de la temporada de 2001–02. Las lesiones interrumpieron el comienzo de la carrera de Bure en las Panteras, ya que una dolencia de rodilla que comenzó a molestarle a principios de la temporada, empeoró mientras jugaba los primeros partidos de la campaña. Las pruebas revelaron que el daño de la rodilla derecha necesitaba una artroscopia para repararlo; Bure se perdió 37 partidos mientras se recuperaba. Una segunda lesión de rodilla terminó la temporada de Bure a mediados de marzo cuando los Panteras cayeron en los playoffs. Su hermano ya había sido traspasado en este punto, y las Panteras hicieron que Bure estuviera también disponible para posibles acuerdos. Apareció en sólo 31 partidos y registró 18 puntos.
Bure permaneció con las Panteras cuando la temporada de 2002–03 comenzó, pero su año estuvo marcado por una caída ofensiva. También se vio obstaculizado por una fractura de muñeca después de que Keith Primeau le atacase durante un partido a principios de diciembre contra los Aviadores de Filadelfia. Con tan sólo 5 goles y 26 puntos en 46 partidos para Florida, Bure fue vendido el 11 de marzo de 2003, a los Azules de San Luis a cambio del defensor Mike Van Ryn. Otra lesión de rodilla, esta vez un esguince de ligamento, mantuvo a Bure fuera de las alineaciones de los Azules durante la mayor parte restante de la temporada. Registró dos asistencias en total en cinco partidos la temporada regular y en seis partidos de postemporada para San Luis. Después de la temporada, los Azules colocaron a Bure en renuncias, y él regresó a Florida después de ser reclamado por las Panteras.
Libre de lesiones por primera vez en dos temporadas, Bure fue uno de los líderes ofensivos de las Panteras en 2003–04. Alcanzó 20 goles por la quinta vez en su carrera en la NHL, y cuando la fecha límite de cambios de la temporada se acercaba, era el anotador principal con 45 puntos. Sin embargo, como las Panteras estaban fuera de las competiciones de los playoffs, vendieron a Bure a las Estrellas de Dallas el 9 de marzo de 2004, a cambio de Drew Bagnall y un proyecto de selección. Bure fue colocado en la líne superior de los Estrellas junto con Mike Modano y Jere Lehtinen, y registró 7 puntos en 13 partidos para concluir la temporada regular. Bure añadió tres asistencia en cinco partidos de playoffs.
Bure no jugó en ningún lugar en toda la temporada de 2004–05 ya que toda la temporada de la NHL fue cancelada debido a conflictos laborales. Firmó un contrato de un año con los Reyes de Los Ángeles para la temporada de 2005–06 cuando la liga comenzó de nuevo. Nunca jugó un partido en la temporada regular para los Reyes. Una lesión de espalda sufrida durante la pretemporada, inicialmente descrita como "inflamación", le mantuvo fuera de la alineación regular. La lesión finalmente requirió cirugía, y una segunda cirugía en su cadera causó que Bure se perdiese la temporada entera. A los 31 años, optó por retirarse después de las cirugías.

### Internacional
Bure hizo su debut internacional con el equipo nacional junior ruso en el Campeonato Mundial Junior de 1994. Fue el anotador principal de los rusos ganadores de la medilla de bronce con ocho puntos en seis partidos y fue nombrado para el Equipo All-Star del torneo. Ese mismo año, Bure jugó con el equipo senior y registró tres goles en seis contiendas en el Campeonato Mundial de 1994 en una quinta posición.
Después de aparecer en un partido inaugural en la Copa Mundial de Hockey en 1996, Bure jugó en sus dos primeros Juegos Olímpicos en 1998. El torneo marcó la primera vez que él jugaba con su hermano desde que fuesen brevemente compañeros de equipo en el Club de hockey CSKA de Moscú en 1991. Valeri registró un gol en el torneo, y Rusia avanzó hacia la medalla de oro. Consiguieron la medalla de plata después de ser vencidos por Dominik Hašek y la República Checa. Bure regresó para los Juegos Olímpicos de Salt Lake City de 2002. Marcó un gol en el torneo y Rusia ganó la medalla de bronce. Rusia le invitó a jugar en la Copa Mundial de Hockey de 2004, pero como no tenía un contrato con la NHL en ese momento, Bure rechazó jugar debido a la falta de seguro.

## Vida personal
Bure se casó con la actriz Candace Cameron el 22 de junio de 1996. Fueron presentados por el compañero de Cameron en Padres forzosos Dave Coulier en un partido de hockey por la beneficencia. La pareja tiene tres hijos: Natasha (n. 1998), Lev (n. 2000) y Maksim (n. 2002). Bure se convirtió en ciudadano estadounidense en diciembre de 2001. Bure citó a su familia como la razón por la que se retiró del hockey en 2005. Sentía que podía recuperarse de las cirugías, pero quería pasar tiempo con sus hijos y permitir que su mujer pudiese regresar a la interpretación. Son cristianos.
En 2007, Bure y su mujer abrieron un restaurante en Florida llamado "The Milk and Honey Café", pero cerraron el negocio cuando la familia se mudó a California. Ellos dirigen una bodega en el Valle de Napa Valley, California, Bure Family Wines. Bure descubrió su interés en el vino al comienzo de su carrera en la NHL que él describió como una pasión creciente: "Me enamoré con el trabajo detrás de escena y con poder comenzar desde la bodega y ponerlo en una botella. Es un proceso asombroso." Bure modificó el sello imperial ruso que su bisabuelo estampó en sus relojes para usarlo como la marca de su compañía.
Bure regresó al hielo en 2010 como concursante en la segunda temporada del reality show de patinaje artístico sobre hielo de la Canadian Broadcasting CorporationBattle of the Blades. La serie era una competición que emparejó al exjugador de hockey profesional con una patinadora artística sobre hielo. La compañera de Bure era Ekaterina Gordeeva. La pareja ganó la competición y compartió el premio de 100,000 dólares a caridades de su elección. La donación de Bure se hizo a Compassion Canada.

## Estadística de carrera

### Temporada regular y playoffs
| Temporada regular | Temporada regular         | Temporada regular | Temporada regular | Temporada regular | Playoffs | Playoffs | Playoffs | Playoffs | Playoffs |    |     |     |
| Temporada         | Equipo                    | Liga              | GP                | G                 | A        | Pts      | PIM      | GP       | G        | A  | Pts | PIM |
| ----------------- | ------------------------- | ----------------- | ----------------- | ----------------- | -------- | -------- | -------- | -------- | -------- | -- | --- | --- |
| 1990–91           | Club de hockey CSKA Moscú | Soviética         | 3                 | 0                 | 0        | 0        | 0        | —        | —        | —  | —   | —   |
| 1991–92           | Spokane Chiefs            | WHL               | 53                | 27                | 22       | 49       | 78       | 10       | 11       | 6  | 17  | 10  |
| 1992–93           | Spokane Chiefs            | WHL               | 66                | 68                | 79       | 147      | 49       | 9        | 6        | 11 | 17  | 14  |
| 1993–94           | Spokane Chiefs            | WHL               | 59                | 40                | 62       | 102      | 48       | 3        | 5        | 3  | 8   | 2   |
| 1994–95           | Fredericton Canadiens     | AHL               | 45                | 23                | 25       | 48       | 32       | —        | —        | —  | —   | —   |
| 1994–95           | Canadiens de Montréal     | NHL               | 24                | 3                 | 1        | 4        | 6        | —        | —        | —  | —   | —   |
| 1995–96           | Canadiens de Montréal     | NHL               | 77                | 22                | 20       | 42       | 28       | 6        | 0        | 1  | 1   | 6   |
| 1996–97           | Canadiens de Montréal     | NHL               | 64                | 14                | 21       | 35       | 6        | 5        | 0        | 1  | 1   | 2   |
| 1997–98           | Canadiens de Montréal     | NHL               | 50                | 7                 | 22       | 29       | 33       | —        | —        | —  | —   | —   |
| 1997–98           | Calgary Flames            | NHL               | 16                | 5                 | 4        | 9        | 2        | —        | —        | —  | —   | —   |
| 1998–99           | Calgary Flames            | NHL               | 80                | 26                | 27       | 53       | 22       | —        | —        | —  | —   | —   |
| 1999–00           | Calgary Flames            | NHL               | 82                | 35                | 40       | 75       | 50       | —        | —        | —  | —   | —   |
| 2000–01           | Calgary Flames            | NHL               | 78                | 27                | 28       | 55       | 26       | —        | —        | —  | —   | —   |
| 2001–02           | Panteras de Florida       | NHL               | 31                | 8                 | 10       | 18       | 12       | —        | —        | —  | —   | —   |
| 2002–03           | Panteras de Florida       | NHL               | 46                | 5                 | 21       | 26       | 10       | —        | —        | —  | —   | —   |
| 2002–03           | Azules de San Luis        | NHL               | 5                 | 0                 | 2        | 2        | 0        | 6        | 0        | 2  | 2   | 8   |
| 2003–04           | Panteras de Florida       | NHL               | 55                | 20                | 25       | 45       | 20       | —        | —        | —  | —   | —   |
| 2003–04           | Estrellas de Dallas       | NHL               | 13                | 2                 | 5        | 7        | 6        | 5        | 0        | 3  | 3   | 0   |
| Totales de la NHL | Totales de la NHL         | Totales de la NHL | 621               | 174               | 226      | 400      | 221      | 22       | 0        | 7  | 7   | 16  |

| Año             | Equipo          | Acontecimiento  | Puesto          | GP | G | Un | Pts | PIM |
| --------------- | --------------- | --------------- | --------------- | -- | - | -- | --- | --- |
| 1994            | Rusia Jr.       | WJC             | 03              | 7  | 5 | 3  | 8   | 4   |
| 1994            | Rusia           | WC              | 5.º             | 6  | 3 | 0  | 3   | 2   |
| 1996            | Rusia           | WCH             | SF              | 1  | 0 | 0  | 0   | 2   |
| 1998            | Rusia           | Oly             | 02              | 6  | 1 | 0  | 1   | 0   |
| 2002            | Rusia           | Oly             | 03              | 6  | 1 | 0  | 1   | 2   |
| Totales séniors | Totales séniors | Totales séniors | Totales séniors | 19 | 5 | 0  | 5   | 6   |

## Premios y honores
| Premio                        | Año       | Ref.   |
| ----------------------------- | --------- | ------ |
| WHL West First All-Star Team  | 1992–93   | [ 46 ] |
| WHL West Second All-Star Team | 1993–94   | [ 47 ] |
| World Junior All-Star Team    | 1994      | [ 48 ] |
| Played in NHL All-Star Game   | 1999–2000 |        |